# 職業訓練指導員 (表具科)
職業訓練指導員 (表具科)（しょくぎょうくんれんしどういん ひょうぐか）は、職業訓練指導員免許のうちの1つ。厚生労働省管轄。

## 受験資格
職業訓練指導員免許の受験資格と試験免除を参照。表装技能士の保有者など。

## 試験科目

### 学科試験
1. 指導方法（職業訓練原理、教科指導法、訓練生の心理、生活指導及び職業訓練関係法規）
2. 関連学科
  1. 系基礎学科
    1. 建築工学（建築生産　内装装飾　建築構造　建築製図　関係法規）
    2. 安全衛生（安全管理　衛生管理）

  2. 専攻学科
    1. 表具一般（美術工芸史　表具）
    2. 材料（表装用材料）
    3. 施工法（ふすま施工法　掛軸施工法　屏風施工法　仕様及び積算）

### 実技試験
1. 表装施工